# هال غير
هال غير (بالإنجليزية: Hal Geer)‏ هو مونتير وكاتب سيناريو ومنتج أفلام ومنتج تلفزيوني ومخرج أمريكي، ولد في 13 سبتمبر 1916 في أورونوغو في الولايات المتحدة، وتوفي في 26 يناير 2017 في سيمي فالي في الولايات المتحدة.

## وصلات خارجية
- هال غير على موقع IMDb (الإنجليزية)
- هال غير على موقع قاعدة بيانات الفيلم (الإنجليزية)